# Testament (album)
Testament je prvi studijski album Aleksandre Prijović. Izdao ga je Grand Production 25. srpnja 2017. godine.

## Popis pjesama
| Br. | Skladba          | Trajanje |
| --- | ---------------- | -------- |
| 1.  | »Testament«      | 4:20     |
| 2.  | »Klizav pod«     | 4:00     |
| 3.  | »Telo«           | 3:27     |
| 4.  | »Sledeća«        | 3:54     |
| 5.  | »Mesto zločina«  | 3:26     |
| 6.  | »Separe«         | 3:13     |
| 7.  | »Voljena greško« | 3:35     |

## Izdanja
| Regija | Datum            | Format(i) | Izdavač          |
| ------ | ---------------- | --------- | ---------------- |
| Srbija | 25. lipnja 2017. | CD        | Grand Production |